# Едунов, Иван Григорьевич
Едунов Иван Григорьевич (21 января 1924 — 19 февраля 1988) — участник Великой Отечественной войны, разведчик взвода пешей разведки 212-го гвардейского стрелкового полка 75-й гвардейской стрелковой дивизии 30-го стрелкового корпуса 60-й армии Центрального фронта, гвардии красноармеец, Герой Советского Союза (1943), позднее — гвардии майор.

## Биография
Родился 21 января 1924 года в селе Дады (ныне — Атяшевского района Мордовии). Окончил 9 классов школы и школу ФЗУ в г. Владивосток. Работал слесарем.
В Красной Армии с 1942 года. В апреле 1943 года красноармеец Едунов стал разведчиком взвода пешей разведки 212-го гвардейского стрелкового полка 75-й гвардейской стрелковой дивизии.
Особо отличился гвардии красноармеец Едунов И. Г. при форсировании реки Днепр севернее Киева, в боях при захвате и удержании плацдарма в районе сел Глебовка и Ясногородка (Вышгородский район Киевской области) на правом берегу Днепра осенью 1943 года. В составе разведвзвода гвардии лейтенанта Полякова В. Ф. он действовал смело, решительно и отважно. В представлении к награждению командир 212-го стрелкового полка гвардии полковник Борисов М. С. написал:

В ночь с 21.9 на 22.9.1943 года взвод пешей разведки получил боевой приказ разведать силы противника в районе Глебовской пристани, села Казаровичи и села Литвиновка. При производстве разведки противник обнаружил разведчиков и открыл пулеметно-минометный огонь вплоть до орудий. Взвод пешей разведки принял на себя неравный бой с противником, истребив до 30 солдат и офицеров, добыв ценные сведения о силе противника, вернулся в часть. Гвардии рядовой Едунов в этом неравном бою показал образец геройства и отваги и умелой разведки сил противника, лично истребил 6 гитлеровцев.
Указом Президиума Верховного Совета СССР от 17 октября 1943 года за успешное форсировании реки Днепр севернее Киева, прочное закрепление плацдарма на западном берегу реки Днепр и проявленные при этом мужество и геройство гвардии красноармейцу Едунову Ивану Григорьевичу присвоено звание Героя Советского Союза с вручением ордена Ленина и медали «Золотая Звезда».
После войны продолжил службу в армии. В 1946 году окончил Тульское военное оружейно-техническое училище (более позднее название Тульский артиллерийский инженерный институт, 1.10.2010 расформирован). С 1955 года гвардии майор Едунов И. Г. в запасе.
Жил и работал в Туле. Скончался 19 февраля 1988 года.

## Награды
- Медаль «Золотая Звезда» № 1555 Героя Советского Союза (17 октября 1943 года);
- орден Ленина;
- орден Отечественной войны I степени;
- медали.

## Память

Стела в сквере туляков-героев.

- В городе Тула на доме № 22 в Промышленном проезде, где жил Герой, установлена мемориальная доска[5].
- Именем Е. Г. Едунова названа одна из улиц г. Тулы.
- Его имя высечено на стеле в сквере туляков-героев на проспекте Ленина в г. Туле.